# Distribució de programari

Història de les distribucions de GNU/Linux

Una distribució de programari és el conjunt format pel nucli del sistema operatiu o kernel, un seguit de programari amb el qual l'usuari pugui treballar i diferents aplicacions que permeten fer la instal·lació, la configuració i el manteniment d'un sistema informàtic. Aquestes últimes són aportades pels desenvolupadors d'aquella distribució i són els que la diferencien de les altres.
Inicialment les distribucions es limitaven a recopilar programari, empaquetar-lo en disquets o CD-ROM i redistribuir-lo o vendre'l. Ara les grans distribucions són potents empreses que competeixen entre si per incloure l'últim programari, amb instal·lacions gràfiques capaces d'autodetectar el maquinari i que instal·len un sistema sencer en uns quants minuts.

## Distribucions de GNU/Linux
Actualment les distribucions que fan servir Linux com a nucli del sistema operatiu són les més nombroses. N'hi ha més de 300 en desenvolupament actiu i la seva mida varia dràsticament, des d'un disc floppy (1.44MB) per efectuar tasques de rescat i manteniment fins diversos DVDs (més de 8Gib.) plens de programari addicional sovint amb llicències de programari lliure i codi obert que permeten la seva redistribució amb molt poques restriccions.
Entre les distribucions GNU/Linux estrictament basades en programari lliure destaquen el projecte Debian, Gobuntu i Gentoo. No tenen interessos comercials ni empresarials. Són els seus propis usuaris, molt actius, qui mantenen voluntàriament la distribució de manera comunitària, incloses totes les seves estructures de decisió i funcionament. El seu objectiu és recopilar, difondre i promoure l'ús del programari lliure.
Altres distribucions GNU/Linux són desenvolupades i distribuïdes per grans empreses, aquestes basen les seves fonts d'ingressos majoritàriament en el suport tècnic, donat que gairebé la totalitat del programari que distribueixen es pot descarregar lliurement de la xarxa. En aquest grup trobem distribucions molt populars com Red Hat, SuSE, Mandriva, Ubuntu.
A més de les distribucions instal·lables de GNU/Linux, també existeixen distribucions que es poden executar directament des del CD-ROM, sense necessitat d'instal·lació. Són les anomenades Live-CD
- Knoppix (Basada en la Distribució Debian)
- Mandrake Move (Basada en la Distribució Mandriva)

En aquest grup de Live-CDs podem trobar la Càtix (amb el suport, entre d'altres de l'ajuntament de Barcelona) i que inclou la majoria dels programes d'ús més freqüent traduïts al català.
La Generalitat de Catalunya per la seva part va impulsar la distribució Linkat
La Junta d'Extremadura també té una distribució pròpia en espanyol. Es diu Linex (Web del Linex) i està basada en el Debian.
La Generalitat Valenciana també ha creat una distribució anomenada LliureX, totalment en català i basada en Debian.

## Distribucions segons la libc
Una libc és una llibreria escrita en C, aquesta forma una part integral de la cadena d'eines (toolchain). Glibc és la libc que empren la major part de distribucions, les GNU/Linux. D'altra banda, hi ha algunes distribucions que poden fer servir musl com a libc. Entre aquestes trobem: Alpine Linux, Bedrock Linux, Dragora Linux, Gentoo o Void Linux.

## Distribucions de BSD
Les distribucions que fan servir el nucli del sistema operatiu BSD (acrònim de Berkeley Software Distribution) es basen majoritàriament en programari de codi obert (amb llicències BSD) i moltes vegades només distribueixen programari lliure (amb llicències com la GPL) en cas de no tenir cap altra opció. Les més importants són:
- FreeBSD, el més conegut i utilitzat, sobretot en servidors.
- NetBSD, que es pot utilitzar en un gran nombre d'ordinadors diferents.
- OpenBSD, que té l'objectiu d'esdevenir tan segur com sigui possible.

## Distribucions segons el seu model de desenvolupament
Segons el model de desenvolupament seguit, podem distingir tres tipologies de distribució: versions successives, d'alliberament continu i immutables.
Les distribucions que disposen de versions successives acostumen a treure llançaments cada sis mesos o més, augmentant un número a cada nova versió. És el cas de Debian i la seva derivada Ubuntu.
Les distribucions d'alliberament continu són les que actualitzen els seus components poc després de ser alliberats. No s'ha d'actualitzar la distribució d'una versió principal a la següent perquè la distribució continua obtenint les actualitzacions regularment. És el cas d'Arch Linux i la seva derivada Manjaro.
Les distribucions immutables empren tecnologies que permeten anar afegint capes a un sistema base inalterable i idèntic per a totes les instal·lacions de la distribució. Tradicionalment, s'enfocaven a un mercat professional, però cada cop més es dirigeixen a l'usuari d'escriptori comú. És el cas de Fedora Silverblue, OpenSUSE Micro, Endless, Vanilla OS o BlendOS.

## Meta-distribucions
Les meta-distribucions són aquelles que permeten als usuaris utilitzar característiques d'altres distribucions que solen ser mútuament excloents. És el cas de Bedrock Linux o BlendOS. Un sistema operatiu que pot contenir qualsevol distribució Linux dins d'ell.
Un cas a part és Qubes OS, que fins i tot pot incloure Windows emprant tecnologia de virtualització Xen. Divideix el sistema en compartiments estancs sense cap contacte entre ells. Aquestes seccions s'anomenen qubes. Tots els qubes són accessibles des de l'escriptori.

## Llista de distribucions
| fam.      | derivats                 | sabor                    | ús                                |                                      | Α     | Ω |
| --------- | ------------------------ | ------------------------ | --------------------------------- | ------------------------------------ | ----- | - |
| Unix      | Unix                     | Unix                     |                                   | Dallas                               | 1969  |   |
| 1983      | 1997                     | System V                 | escriptori                        | Nova York                            |       |   |
| 1982      | 1994                     | SunOS                    | servidor                          | Santa Clara                          |       |   |
| 1992      | actiu                    | Oracle Solaris           | escriptori GNOME Shell            | Redwood Shores                       |       |   |
| 1998      | 2003                     | Trinux                   | anàlisi                           |                                      |       |   |
| 1998      | 2004                     | MuLinux                  | anàlisi                           | Michele Andreoli                     |       |   |
| 2002      | 2006                     | ROCK Linux               | diversos                          |                                      |       |   |
| 2013      | actiu                    | NixOS                    | gestor de paquets Nix             |                                      |       |   |
| 2015      | actiu                    | GuixSD                   | gestor GNU Guix                   |                                      |       |   |
| 2015      | actiu                    | Clear Linux OS           | DevOps, IA, núvol, virtualització | Intel                                |       |   |
|           | 2011                     | RTLinux                  | sistema operatiu de temps real    | Institute of Mining and Technology   |       |   |
| Slackware | diversos                 | Patrick Volkerding       | 1993                              |                                      |       |   |
| Slackware | SUSE Linux               | diversos (YaST)          | Software- und System-Entwicklung  | 1994                                 | actiu |   |
| Slackware | Softlanding Linux System | X Window System          | Peter MacDonald                   | 1992                                 | ?     |   |
|           |                          | BSD                      |                                   |                                      |       |   |
| 1977      | 1995                     | BSD                      | Unix                              | Berkeley                             |       |   |
| 1993      | actiu                    | NetBSD                   | diversos                          |                                      |       |   |
| 1993      | actiu                    | FreeBSD                  | div.                              |                                      |       |   |
| 2006      | 2018                     | PC-BSD / TrueOS          | escriptori Lumina                 |                                      |       |   |
| 1996      | actiu                    | OpenBSD                  | Xenocara…                         | Theo de Raadt                        |       |   |
| 2004      | actiu                    | DragonFly BSD            | shell d'Unix                      | Matthew Dillon                       |       |   |
| 1992      | 1996                     | MCC Interim              |                                   | Manchester                           |       |   |
| 1992      | 2017                     | UnixWare                 | servidor                          | Univel                               |       |   |
| DEBIAN    | Debian                   | diversos                 | Purdue                            | 1993                                 |       |   |
| DEBIAN    | Astra Linux              | desktop, mobile, special | governamental                     | RU}                                  | 2009  |   |
| DEBIAN    | Mandriva Linux           | escriptori KDE Plasma    |                                   | 1998                                 | 2011  |   |
| DEBIAN    | Trinity Rescue Kit       | anàlisi i recuperació    | Tom Kerremans                     | 2001                                 | 2010  |   |
| DEBIAN    | gnuLinEx                 | escriptori GNOME         | Extremadura                       | 2002                                 | 2013  |   |
| DEBIAN    | AugustuX                 | escriptori KDE           | Aragó                             | 2003                                 | 2006  |   |
| DEBIAN    | Mageia                   | escriptori               | 2011                              |                                      |       |   |
| DEBIAN    | YunoHost                 | servidor                 | Alexis Gavoty i Adrien Beudin     | 2012                                 |       |   |
| DEBIAN    | Càtix                    | escriptori KDE           | [ 14 ]                            | 2004                                 | 2014  |   |
|           |                          | Arch                     |                                   |                                      |       |   |
| 2002      | actiu                    | Arch Linux               | escriptori                        |                                      |       |   |
| 2012      | actiu                    | Artix Linux              | escriptori                        |                                      |       |   |
| 2020      | actiu                    | Garuda Linux             | joc                               |                                      |       |   |
| 2019      | actiu                    | EndeavourOS              | escriptori (div.)                 |                                      |       |   |
| 2011      | actiu                    | Manjaro                  | escriptori                        | Judd Vinet                           |       |   |
| 2010      | actiu                    | Chakra project           | escriptori KDE                    |                                      |       |   |
| 2002      | 2014                     | Lunar Linux              | escriptori                        | Kyle Sallee                          |       |   |
| 2000      | actiu                    | Knoppix                  | escriptori KDE                    | Klaus Knopper                        |       |   |
| 2005      | 2012                     | Damn Small Linux         | entorn mínim Fluxbox              | John Andrews                         |       |   |
| 2002      | 2010                     | Yoper                    | escriptori (div.)                 | Andreas Girardet                     |       |   |
| 2003      | actiu                    | PCLinuxOS                | escriptori KDE/MATE/Xfce          | Bill Reynolds Texstar                |       |   |
| 2006      | actiu                    | gNewSense                | escriptori GNOME                  | Free Software Foundation             |       |   |
| 2010      | actiu                    | FreedomBox               |                                   |                                      |       |   |
| 2013      | actiu                    | Parrot OS                | seguretat                         | Lorenzo "Palinuro" Faletra           |       |   |
| 2013      | actiu                    | SteamOS                  | gaming GNOME                      | Valve                                |       |   |
|           | 2017                     | Subgraph                 | escriptori segur                  |                                      |       |   |
| 2014      | actiu                    | MX Linux                 | escriptori Xfce                   |                                      |       |   |
| 2015      | actiu                    | BunsenLabs               | Openbox                           |                                      |       |   |
| 2012      | actiu                    | Raspberry Pi OS          | Raspberry Pi                      | Fundació Raspberry Pi                |       |   |
| 2020      | actiu                    | Mobian                   | PinePhone, Librem 5               |                                      |       |   |
|           |                          | Red Hat                  |                                   |                                      |       |   |
| 2000      | actiu                    | Red Hat Enterprise Linux | GNOME Shell                       | Raleigh                              |       |   |
| 2003      | actiu                    | Bulgeunbyeol (붉은별)    | escriptori KDE                    | Corea del Nord                       |       |   |
| 2003      | actiu                    | Fedora                   | diversos                          | The Fedora Project                   |       |   |
| 2003      | 2020                     | CentOS                   | servidor                          | Gregory Kurtzer                      |       |   |
| 2004      | 2020                     | Scientific Linux         | investigació                      | Fermilab, CERN, DESY, ETH Zurich     |       |   |
| 2006      | actiu                    | Oracle Linux             | div.                              | Oracle Corporation                   |       |   |
| 2020      | actiu                    | EulerOS                  | empresa                           | Huawei                               |       |   |
| 2021      | actiu                    | Rocky Linux              | empresa                           | Rocky Enterprise Software Foundation |       |   |
|           |                          | Gentoo                   |                                   |                                      |       |   |
| 2000      | actiu                    | Gentoo                   | diversos ( Portage)               | Gentoo Foundation                    |       |   |
| 2005      | actiu                    | Sabayon Linux            | escriptori (div.)                 | Fabio Erculiani                      |       |   |
| 2009      | actiu                    | Tails                    | escriptori Chrome                 |                                      |       |   |
| 2011      | actiu                    | Chrome OS                | escriptori Chrome                 | Google                               |       |   |
|           |                          | Ubuntu                   |                                   |                                      |       |   |
| 2004      | actiu                    | Ubuntu                   | escriptori Gnome                  | Canonical                            |       |   |
| 2005      | actiu                    | Kubuntu                  | escriptori KDE                    | Mataró                               |       |   |
| 2005      | 2019                     | Edubuntu                 | educatiu                          | Canonical                            |       |   |
| 2006      | actiu                    | Xubuntu                  | escriptori Xfce                   |                                      |       |   |
| 2005      | actiu                    | LliureX                  | diversos                          | València                             |       |   |
| 2007      | actiu                    | Trisquel                 | escriptori MATE                   | Universitat de Vigo                  |       |   |
| ?         | 2007                     | Fluxbuntu                | escriptori Fluxbox                |                                      |       |   |
| 2007      | 2008                     | Gobuntu                  | escriptori GNOME                  | Canonical                            |       |   |
| 2008      | actiu                    | Lubuntu                  | escriptori LXQt                   | [ 16 ]                               |       |   |
| 2005      | 2010                     | Molinux                  | escriptori                        |                                      |       |   |
| 2006      | actiu                    | Linkat                   | escriptori GNOME                  | Generalitat de Catalunya             |       |   |
| 2011      | actiu                    | Bodhi Linux              | escriptori Moksha                 |                                      |       |   |
| 2011      | actiu                    | elementary OS            | escriptori Pantheon               |                                      |       |   |
| 2014      | actiu                    | Escuelas Linux           | educatiu                          | Estat de Zacatecas                   |       |   |
| 2014      | actiu                    | Ubuntu MATE              | escriptori MATE                   | Canonical                            |       |   |
| 2016      | actiu                    | Ubuntu Budgie            | escriptori Budgie                 | equip Ubuntu Budgie                  |       |   |
|           |                          | Mint                     |                                   |                                      |       |   |
| 2006      | actiu                    | Linux Mint               | escriptori Cinnamon               | Clément Lefèbvre                     |       |   |
| 2004      | 2014                     | Guadalinex               | escriptori Cinnamon               | Junta d'Andalusia                    |       |   |
|           | 2010                     | Element OS               | centre multimèdia                 |                                      |       |   |
|           |                          | mòbils                   |                                   |                                      |       |   |
| 2005      | 2011                     | Maemo                    | disp. portàtils                   | Nokia                                |       |   |
| 2010      | 2009                     | Moblin                   | disp. portàtils                   | Intel                                |       |   |
| 2010      | 2012                     | MeeGo                    | disp. portàtils                   | Intel                                |       |   |
| 2012      | actiu?                   | Tizen                    | disp. portàtils                   | Samsung                              |       |   |

- 2015  Clear Linux
- 2015  Damn Small Linux
- 2020 Garuda Linux
- Gentoo
- Mandriva
- MX Linux
- Linux
- Parrot OS
- Sabayon

## Enllaços relacionats amb les distribucions
- Web dedicada a l'actualitat de les distribucions
- openSUSE Arxivat 2010-07-22 a Wayback Machine.